# Natan

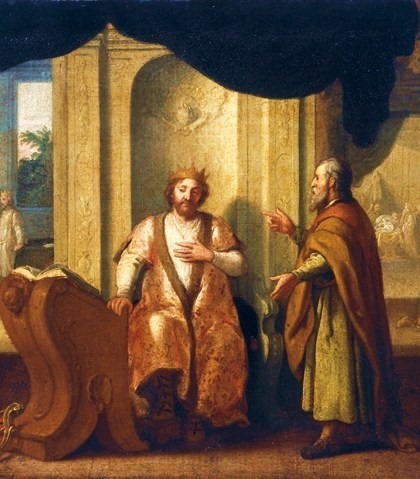
Profeten Natan ger råd till kung David.

Natan var en profet i Gamla testamentet i Bibeln och verksam under kung Davids regeringstid, cirka tusen år före Kristus. Natan fick vid flera tillfällen bära Guds bud till kungen. Mest känt är det strafftal han förmedlade sedan David arrangerat officeren Urias död för att kunna äkta dennes hustru Batseba.
Natan förekommer i Bibeln också som namn på flera andra, mindre kända, personer. En av dessa var son till David och Batseba.